# Валькирия
Вальки́рия (др.-исл. valkyrja — «выбирающая убитых») в скандинавской мифологии — дева-воительница, которая реет на крылатом коне над полем битвы и решает, кому из воинов, павших в бою, попасть в небесный чертог — Вальхаллу.

## В скандинавской мифологии
Девы-воительницы изображаются в доспехах, шлемах с крыльями, со щитами и копьями. От блеска их доспехов, согласно поверьям, на небе возникает северное сияние.
Миссия валькирий — сопровождать погибших героев в Вальхаллу. Кроме того, в Вальхалле валькирии прислуживают воинам за столом, разнося им мёд. Иногда им даруется право решать исход битвы, а иногда они лишь выполняют веления Одина. В мифах валькирии предстают дочерьми Одина.
В героических песнях «Старшей Эдды» валькирии приобретают черты женщин-богатырей. Они фигурируют в качестве возлюбленных героев Хельга и Велунда. Валькирию Сигрдриву, в последующей традиции отождествлённую с Брюнхильд, Один наказывает и погружает в сон (она больше не будет участвовать в битвах и выйдет замуж) за то, что она его ослушалась и в поединке между конунгами дала победу не Хьяльм-Гуннару (которому Один обещал победу), а Агнару; её пробуждает великий герой Зигфрид («Старшая Эдда», «Речи Сигрдривы»).
Наиболее известны имена следующих валькирий:
- Альвита (Защита)
- Гель (Зовущая)
- Гейр (Копье)
- Гейрахёд (Боевое копьё)
- Гейрдрифул (Метательница копья)
- Гейрорул (Боевое копьё. См. Гейрахёд)
- Гейрскёгуль (Трясущая копьё)
- Гёндуль (Владелица железа)
- Гондукк (Волчица)
- Гунн (Жертвенная)
- Мист (Туманная)
- Öлрун (Руны)
- Прудр (Мощь)
- Прима (Бой)
- Радгрид (Властная)
- Рандгрид (Разбивающая щиты)
- Регинлейв (Всадница Бури, Дочь богов)
- Рота (Сеющая смятение)
- Сангридр (Очень жестокая)
- Свава
- Свейд (Вибрация)
- Сигрдрива (Подстрекательница к победе)
- Сигрюн (Тайная победа)
- Скеггльёльд
- Скёгуль (Свирепствующая)
- Скульд (Долг)
- Тёгн (Тишина)
- Труд (Сила) — дочь бога Тора и богини Сиф
- Кара (Бурная, Дикая)
- Хильд (Битва)
- Хлагуда (Белоснежный лебедь)
- Хлекк (Шум боя)
- Хьертримуль (Женщина-воин)
- Христ (Потрясающая)
- Хьерфьетур (Оковы войны)
- Лиод (дочь великана Гримнира)
- Эйр (Милосердие)
- Хьёржа (Опустошать)
- Свивуп (Переменчивая)